# 馮小青 (明朝)

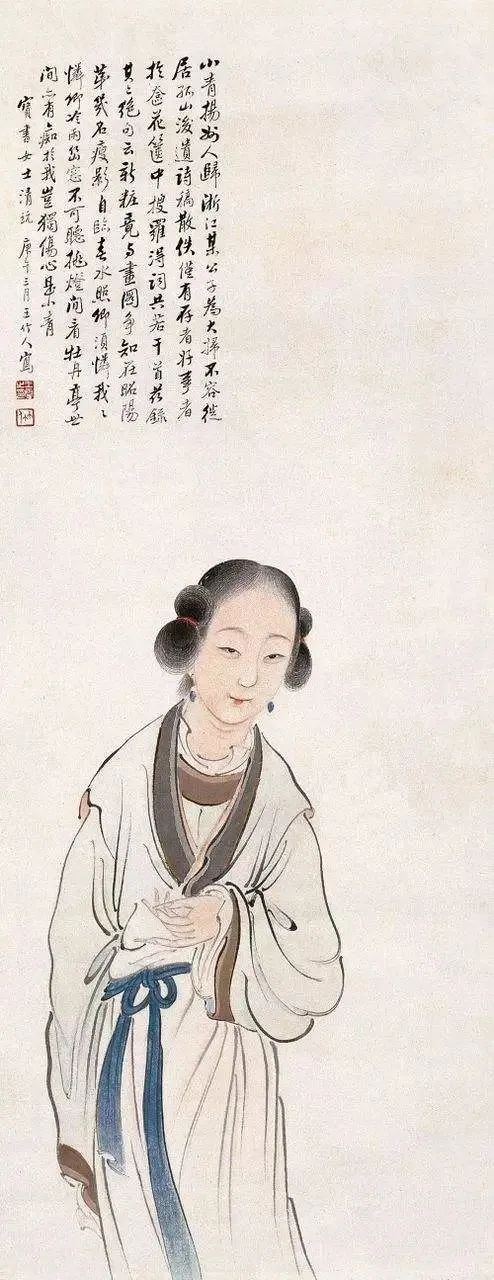
王竹人绘冯小青（1930）

小青（1594年—1612年），名玄玄（一说元元），夫姓馮，後世多叫做馮小青，相传为明代廣陵才女，16岁委身武林人馮生，為大婦所不容，被安排住到西湖孤山别业，不允许冯生探望，尋抑鬱而卒。

## 记载
她的事迹在明朝就开始被文人传颂，明代中晚期开始出现大量《小青传》，其中最重要的是戋戋居士、支如增、陈翼飞、冯梦龙及张潮的同名作品。戋戋居士的《小青传》（1612）是最早的，对小青的生平和的作品数量都有详细记载。支如增的《小青传》（1624）首次提出去世时间为万历四十年（1612）。戋戋居士的《小青传》说她去世时18岁，由此推测出生于万历二十二年（1594）。
她的姓氏并无记载，支如增的《小青传》提出她丈夫姓冯，所以后世称为冯小青。戋戋居士《小青传》说她嫁人时是16岁，即万历三十八年（1610）。其夫真实身份说法有两种，一说为冯梦祯子冯云将（施闰章《蠖斋诗话》），一说为冯梦祯孙冯千秋（《闻见巵言》）。两说各有支持者，并无定论。
在各种《小青传》中，小青的朋友仅有冯氏亲戚“某夫人”一人，为人侠义，曾表示可以将小青从婚姻中解脱出来，不做“羔酒侍儿”。施闰章《蠖斋诗话》说“某夫人”是杨廷槐妻。
各版本《小青传》中都提到她时常顾影自怜，“好与影语”。潘光旦在《冯小青 ：一件影恋之研究》中认为冯小青是死于病态的“影恋”。

## 真伪
据周亮工《因树屋书影》，钟陵支长卿曾告诉他其实根本没有冯小青这个人，是支如增编的。宋长白《柳亭诗话》持同样观点，并说流传的小青诗为卓珂月、徐野君作。
施闰章《蠖斋诗话》说他曾询问陆丽京事情真伪，陆表示人是冯云妾，作品也是真的，说“西湖上正少此捉刀人”。
钱谦益在《列朝诗集小传·女郎羽素兰》中说:“又有所谓小青者，本无其人，邑子谭生造传及诗，与朋侪为戏曰：‘小青者，离情字正书心旁似小字也。或言姓钟，合之成钟情字也。’其传及诗俱不佳，流传日广，演为传奇，至有以孤山访小青墓为诗题者。俗语不实，流为丹青，良可为喷饭也。以事出虞山，故附著于此。”
陈文述反对这种说法，还在1824年重修了冯小青墓。陈寅恪《柳如是别传》补充了陈文述的说法，认为钱谦益因与冯云将是好友，因讳古礼买妾不能买同姓，所以隐瞒了冯小青的真实性。

## 作品
后世传说为小青作品的包括《焚馀》诗草和《冯小青全集》，但后者大概率是伪作，这由潘光旦在《冯小青性心理变态揭秘》（1935年）中指出。《焚馀》诗草仅12篇作品，包含九首绝句、一首古诗、一首词和《寄某夫人书》。

## 影响
冯小青的故事在明清流传甚广，还曾被多次改编为戏曲作品，如明末《风流院》、清《薄命花》和《孤山梦》。